# Matt Hazard: Blood Bath and Beyond
Matt Hazard: Blood Bath and Beyond (tradotto ufficialmente nel salvataggio di gioco come "Matt Hazard: Fiumi di sangue tra noi") è un videogioco scaricabile per il PlayStation Network e per Xbox Live.
È il seguito del videogioco per PlayStation 3 e Xbox 360: Eat Lead: The Return of Matt Hazard.

## Trama
Matt Hazard torna indietro nel tempo nei suoi primi videogiochi per salvare il primo se stesso in 8-Bit ed evitare che la maligna Marathon MegaCorp lo distrugga.

## Modalità di gioco
A differenza del suo predecessore che seguiva lo stile sparatutto in terza persona di ultima generazione, questo videogioco è uno sparatutto stile Contra con visuale in 2D per dare la sensazione di un gioco rétro.
Due giocatori contemporaneamente, il primo giocatore controlla Matt Hazard, il secondo giocatore controlla Daxter Dare, il suo "patetico" compagno sempre dal precedente videogioco. I giocatori hanno l'abilità di prendere altre armi più potenti, ma con munizioni limitate. Hanno la possibilità di sparare allo sfondo col tasto L2, lanciare le granate con R2, mirare da fermi con L1.
Nel gioco sono disponibili tre livelli di difficoltà: "Femminuccia", "Cavoli se è dura", "Più difficile di così si muore", in quest'ultima modalità si muore con un solo proiettile e non ci sono crediti extra.
Le armi disponibili ai personaggi sono: Fucile semplice (l'arma primaria, munizioni infinite), Lanciafiamme, Fucile a pallettoni, Granate, Fucile al plasma (Da Eat Lead), Fucili con l'elemento ghiaccio (Potere da Eat Lead) e Fucili laser.
A differenza del precedente, questo videogioco contiene molta violenza e molti termini volgari (Nel riadattamento italiano di Eat Lead tali termini volgari erano stati aggiunti dai traduttori).

## Accoglienza
The Lost Gamer ha recensito il gioco con 7/10 per il divertimento, per l'ironia e per lo stile satira della giocabilità. Metacritic l'ha valutato con un 64.